# Pippi Pończoszanka
Fizia Pończoszanka, od 1992 także Pippi Pończoszanka (szw. Pippi Långstrump) – powieść dla dzieci Astrid Lindgren wydana w 1945 w Sztokholmie przez wydawnictwo Rabén & Sjögren; książkę ilustrowała Ingrid Vang Nyman; powieść na język polski przełożyła Irena Szuch-Wyszomirska (1961).
Sukces książki zaowocował kontynuacjami, które stworzyły cykl powieści o Pippi Pończoszance.

## Polskie tłumaczenie
Polski przekład, autorstwa Ireny Szuch-Wyszomirskiej, ukazał się w 1961 roku nakładem Naszej Księgarni w nakładzie 50 000 egzemplarzy. Książkę wydano pod tytułem Fizia Pończoszanka. Ilustracje do książki wykonał Zbigniew Piotrowski. Podczas tłumaczenia zostały usunięte dwa fragmenty: scena w której Pippi daje nauczycielce złoty zegarek oraz tekst w którym Pippi wyśmiewa naukę w szkole. Zmieniono również fragment w którym główna bohaterka zjada kawałek muchomora. W oryginale Pippi próbuje grzyba i mówi, że nadaje się do jedzenia, natomiast w polskim tłumaczeniu po spróbowaniu wypluwa ugryziony kawałek i stwierdza, że nie nadaje się do jedzenia.
Dopiero od 1992 roku zmieniono imię głównej bohaterki na Pippi, a w książce umieszczono ilustracje Ingrid Vang-Nyman. Powodem były wyemitowane przez telewizję filmy, w których główna bohaterka występuje jako Pippi.
W 1984 roku ukazała się kolejna część Fizia wchodzi na pokład, a w 1992 roku Fizia na Południowym Pacyfiku, które przetłumaczyła Teresa Chłapowska.

## Ekranizacje
Najbardziej znaną ekranizacją przygód Pippi jest cykl filmów o Pippi zrealizowany w latach 1969–1973 w reżyserii Ollego Hellboma. W roli głównej wystąpiła Inger Nilsson.
Animowaną adaptację serii książek zrealizowała Nelvana w roku 1997, serial Pippi był także pokazywany w polskim kanale MiniMini+.